# Parigi-Bourges 2013
La Parigi-Bourges 2013, sessantatreesima edizione della corsa e valevole come prova del circuito UCI Europe Tour 2013 categoria 1.1, si svolse il 10 ottobre 2013 su un percorso di 190,3 km. Fu vinta dal tedesco John Degenkolb che giunse al traguardo con il tempo di 4h38'00", alla media di 41,07 km/h.
Al traguardo 125 ciclisti portarono a termine il percorso.

## Squadre e corridori partecipanti
| N.    | Cod. | Squadra                      |
| ----- | ---- | ---------------------------- |
| 1-8   | BSE  | Bretagne-Séché Environnement |
| 11-18 | FDJ  | FDJ.fr                       |
| 21-28 | ALM  | AG2R La Mondiale             |
| 31-38 | TST  | Team Saxo-Tinkoff            |
| 41-48 | ARG  | Team Argos-Shimano           |
| 51-58 | EUS  | Euskaltel-Euskadi            |
| 61-68 | KAT  | Katusha Team                 |
| 71-78 | VCD  | Vacansoleil-DCM              |
| 81-88 | CRE  | Crelan-Euphony               |
| 91-98 | IAM  | IAM Cycling                  |

| N.      | Cod. | Squadra                     |
| ------- | ---- | --------------------------- |
| 101-108 | CCC  | CCC Polsat Polkowice        |
| 111-118 | TSV  | Topsport Vlaanderen-Baloise |
| 121-128 | SOJ  | Sojasun                     |
| 131-138 | COF  | Cofidis, Solutions Credits  |
| 141-148 | EUC  | Team Europcar               |
| 151-158 | RLM  | Roubaix-Lille Metropole     |
| 161-168 | BIG  | BigMat-Auber 93             |
| 171-178 | LPM  | La Pomme Marseille          |
| 181-188 | CCD  | Team Differdange-Losch      |
| 191-198 | WBC  | Wallonie-Bruxelles          |

## Ordine d'arrivo (Top 10)
| Pos. | Corridore         | Squadra       | Tempo    |
| ---- | ----------------- | ------------- | -------- |
| 1    | John Degenkolb    | Argos         | 4h38'00" |
| 2    | Arnaud Démare     | FDJ.fr        | s.t.     |
| 3    | Samuel Dumoulin   | AG2R La Mond. | s.t.     |
| 4    | Heinrich Haussler | IAM Cycling   | s.t.     |
| 5    | Davide Appollonio | AG2R La Mond. | s.t.     |
| 6    | Rudy Barbier      | Roubaix       | s.t.     |
| 7    | Mickaël Delage    | FDJ.fr        | s.t.     |
| 8    | Lloyd Mondory     | AG2R La Mond. | s.t.     |
| 9    | Cyril Lemoine     | Sojasun       | s.t.     |
| 10   | Thomas Damuseau   | Argos-Shimano | s.t.     |